# Freightliner Trucks
Freightliner Trucks är en amerikansk lastbils- och busstillverkare som är dotterbolag till Daimler Trucks North America. Företaget grundades 1942 under namnet Freightliner Inc.